# Ukrainischer Fußballpokal

Logo des ukrainischen Fußballverbandes Federazija Futbolu Ukrajiny (FFU)

Der ukrainische Fußballpokal (ukrainisch Кубок України/Kubok Ukrajiny) ist der nationale Fußball-Pokalwettbewerb für Männerfußball-Vereinsmannschaften in der Ukraine. Er wird seit 1992 ausgetragen. Der Sieger des vom ukrainischen Fußballverband ausgetragenen Wettbewerbs darf in der darauffolgenden Saison an der vierten Qualifikationsrunde (Play-off-Runde) für die UEFA Europa League teilnehmen.
Der Pokal wird im K.-o.-System durchgeführt und besteht aus zwei Phasen: einer Qualifikation mit drei Runden, gefolgt von der Hauptrunde (vier Runden und Finale). An dem Wettbewerb nehmen alle Profiklubs, sowie die beiden Finalisten des ukrainischen Amateurpokals (seit 2011) teil. Seit der Saison 2016/17 gibt dabei kein Hin- und Rückspiel, sondern ein Spiel das gegebenenfalls per Elfmeterschießen entschieden wird. Die Teams aus der ukrainischen Premjer-Liha steigen im derzeitigen Modus im Sechzehntelfinale des Turniers ein. Die unterklassigen Vereine haben in allen Runden Heimrecht.
In der Vergangenheit hat die Teilnehmerzahl stark geschwankt. So nahmen in den Spielzeiten 1999/2000 und 2000/01 jeweils 32 Vereine teil, in der Saison 1994/95 waren es 107 Teams. Aktuell sind einschl. der Qualifikationsrunden insgesamt 65 Mannschaften beteiligt.

## Die Endspiele im Überblick
| Saison  | Datum                                                                              | Austragungsort                                                                     | Sieger                                                                             | Ergebnis                                                                           | Finalist                                                                           |                                                                                    |
| ------- | ---------------------------------------------------------------------------------- | ---------------------------------------------------------------------------------- | ---------------------------------------------------------------------------------- | ---------------------------------------------------------------------------------- | ---------------------------------------------------------------------------------- | ---------------------------------------------------------------------------------- |
| 1992    | 31. Mai 1992                                                                       | Olympiastadion, Kiew                                                               | Tschornomorez Odessa                                                               | 1:0 n. V.                                                                          | Metalist Charkiw                                                                   |                                                                                    |
| 1992/93 | 30. Mai 1993                                                                       | Olympiastadion, Kiew                                                               | Dynamo Kiew                                                                        | 2:1                                                                                | Karpaty Lwiw                                                                       |                                                                                    |
| 1993/94 | 29. Mai 1994                                                                       | Olympiastadion, Kiew                                                               | Tschornomorez Odessa                                                               | 0:0 n. V. 5:3 i. E.                                                                | Tawrija Simferopol                                                                 |                                                                                    |
| 1994/95 | 28. Mai 1995                                                                       | Olympiastadion, Kiew                                                               | Schachtar Donezk                                                                   | 1:1 n. V. 7:6 i. E.                                                                | Dnipro Dnipropetrowsk                                                              |                                                                                    |
| 1995/96 | 26. Mai 1996                                                                       | Olympiastadion, Kiew                                                               | Dynamo Kiew                                                                        | 2:0                                                                                | Nywa Winnyzja                                                                      |                                                                                    |
| 1996/97 | 25. Mai 1997                                                                       | Olympiastadion, Kiew                                                               | Schachtar Donezk                                                                   | 1:0                                                                                | Dnipro Dnipropetrowsk                                                              |                                                                                    |
| 1997/98 | 31. Mai 1998                                                                       | Olympiastadion, Kiew                                                               | Dynamo Kiew                                                                        | 2:1                                                                                | Arsenal Kiew                                                                       |                                                                                    |
| 1998/99 | 30. Mai 1999                                                                       | Olympiastadion, Kiew                                                               | Dynamo Kiew                                                                        | 3:0                                                                                | Karpaty Lwiw                                                                       |                                                                                    |
| 1999/00 | 27. Mai 2000                                                                       | Olympiastadion, Kiew                                                               | Dynamo Kiew                                                                        | 1:0                                                                                | Krywbas Krywyj Rih                                                                 |                                                                                    |
| 2000/01 | 27. Mai 2001                                                                       | Olympiastadion, Kiew                                                               | Schachtar Donezk                                                                   | 2:1 n. V.                                                                          | Arsenal Kiew                                                                       |                                                                                    |
| 2001/02 | 26. Mai 2002                                                                       | Olympiastadion, Kiew                                                               | Schachtar Donezk                                                                   | 3:2 n. V.                                                                          | Dynamo Kiew                                                                        |                                                                                    |
| 2002/03 | 25. Mai 2003                                                                       | Olympiastadion, Kiew                                                               | Dynamo Kiew                                                                        | 2:1                                                                                | Schachtar Donezk                                                                   |                                                                                    |
| 2003/04 | 30. Mai 2004                                                                       | Olympiastadion, Kiew                                                               | Schachtar Donezk                                                                   | 2:0                                                                                | Dnipro Dnipropetrowsk                                                              |                                                                                    |
| 2004/05 | 29. Mai 2005                                                                       | Olympiastadion, Kiew                                                               | Dynamo Kiew                                                                        | 1:0                                                                                | Schachtar Donezk                                                                   |                                                                                    |
| 2005/06 | 2. Mai 2006                                                                        | Olympiastadion, Kiew                                                               | Dynamo Kiew                                                                        | 1:0                                                                                | Metalurh Saporischschja                                                            |                                                                                    |
| 2006/07 | 28. Mai 2007                                                                       | Olympiastadion, Kiew                                                               | Dynamo Kiew                                                                        | 2:1                                                                                | Schachtar Donezk                                                                   |                                                                                    |
| 2007/08 | 7. Mai 2008                                                                        | Metalist-Stadion, Charkiw                                                          | Schachtar Donezk                                                                   | 2:0                                                                                | Dynamo Kiew                                                                        |                                                                                    |
| 2008/09 | 31. Mai 2009                                                                       | Dnipro-Arena, Dnipropetrowsk                                                       | Worskla Poltawa                                                                    | 1:0                                                                                | Schachtar Donezk                                                                   |                                                                                    |
| 2009/10 | 16. Mai 2010                                                                       | Metalist-Stadion, Charkiw                                                          | Tawrija Simferopol                                                                 | 3:2 n. V.                                                                          | Metalurh Donezk                                                                    |                                                                                    |
| 2010/11 | 25. Mai 2011                                                                       | Juwilejnyj-Stadion, Sumy                                                           | Schachtar Donezk                                                                   | 2:0                                                                                | Dynamo Kiew                                                                        |                                                                                    |
| 2011/12 | 6. Mai 2012                                                                        | Olympiastadion, Kiew                                                               | Schachtar Donezk                                                                   | 2:1 n. V.                                                                          | Metalurh Donezk                                                                    |                                                                                    |
| 2012/13 | 22. Mai 2013                                                                       | Metalist-Stadion, Charkiw                                                          | Schachtar Donezk                                                                   | 3:0                                                                                | Tschornomorez Odessa                                                               |                                                                                    |
| 2013/14 | 15. Mai 2014                                                                       | Worskla-Stadion, Poltawa                                                           | Dynamo Kiew                                                                        | 2:1                                                                                | Schachtar Donezk                                                                   |                                                                                    |
| 2014/15 | 4. Juni 2015                                                                       | Olympiastadion, Kiew                                                               | Dynamo Kiew                                                                        | 0:0 n. V. 5:4 i. E.                                                                | Schachtar Donezk                                                                   |                                                                                    |
| 2015/16 | 21. Mai 2016                                                                       | Arena Lwiw, Lwiw                                                                   | Schachtar Donezk                                                                   | 2:0                                                                                | Sorja Luhansk                                                                      |                                                                                    |
| 2016/17 | 17. Mai 2017                                                                       | Metalist-Stadion, Charkiw                                                          | Schachtar Donezk                                                                   | 1:0                                                                                | Dynamo Kiew                                                                        |                                                                                    |
| 2017/18 | 9. Mai 2018                                                                        | Dnipro-Arena, Dnipropetrowsk                                                       | Schachtar Donezk                                                                   | 2:0                                                                                | Dynamo Kiew                                                                        |                                                                                    |
| 2018/19 | 15. Mai 2019                                                                       | Slawutytsch-Arena, Saporischschja                                                  | Schachtar Donezk                                                                   | 4:0                                                                                | Inhulez Petrowe                                                                    |                                                                                    |
| 2019/20 | 8. Juli 2020                                                                       | Metalist-Stadion, Charkiw                                                          | Dynamo Kiew                                                                        | 1:1 n. V. 8:7 i. E.                                                                | Worskla Poltawa                                                                    |                                                                                    |
| 2020/21 | 13. Mai 2021                                                                       | Ternopil Stadtstadion, Ternopil                                                    | Dynamo Kiew                                                                        | 1:0 n. V.                                                                          | Sorja Luhansk                                                                      |                                                                                    |
| 2021/22 | Abbruch nach dem Achtelfinale wegen des russischen Überfalls auf die Ukraine 2022. | Abbruch nach dem Achtelfinale wegen des russischen Überfalls auf die Ukraine 2022. | Abbruch nach dem Achtelfinale wegen des russischen Überfalls auf die Ukraine 2022. | Abbruch nach dem Achtelfinale wegen des russischen Überfalls auf die Ukraine 2022. | Abbruch nach dem Achtelfinale wegen des russischen Überfalls auf die Ukraine 2022. | Abbruch nach dem Achtelfinale wegen des russischen Überfalls auf die Ukraine 2022. |
| 2022/23 | Kein Wettbewerb                                                                    | Kein Wettbewerb                                                                    | Kein Wettbewerb                                                                    | Kein Wettbewerb                                                                    | Kein Wettbewerb                                                                    | Kein Wettbewerb                                                                    |
| 2023/24 | 15. Mai 2024                                                                       | Awanhard-Stadion, Riwne                                                            | Schachtar Donezk                                                                   | 2:1                                                                                | Worskla Poltawa                                                                    |                                                                                    |
| 2024/25 | 14. Mai 2025                                                                       | Zentralstadion, Schytomyr                                                          | Schachtar Donezk                                                                   | 1:1 n. V. 6:5 i. E.                                                                | Dynamo Kiew                                                                        |                                                                                    |

### Rangliste der Sieger und Finalisten
| Verein                  | Siege | Jahr(e)                                                                                  | FT |
| ----------------------- | ----- | ---------------------------------------------------------------------------------------- | -- |
| Schachtar Donezk        | 15    | 1995, 1997, 2001, 2002, 2004, 2008, 2011, 2012, 2013, 2016, 2017, 2018, 2019, 2024, 2025 | 6  |
| Dynamo Kiew             | 13    | 1993, 1996, 1998, 1999, 2000, 2003, 2005, 2006, 2007, 2014, 2015, 2020, 2021             | 6  |
| Tschornomorez Odessa    | 2     | 1992, 1994                                                                               | 1  |
| Tawrija Simferopol      | 1     | 2010                                                                                     | 1  |
| Worskla Poltawa         | 1     | 2009                                                                                     | 2  |
| Dnipro Dnipropetrowsk   | –     |                                                                                          | 3  |
| Karpaty Lwiw            | –     |                                                                                          | 2  |
| Arsenal Kiew            | –     |                                                                                          | 2  |
| Metalurh Donezk         | –     |                                                                                          | 2  |
| Sorja Luhansk           | –     |                                                                                          | 2  |
| Metalist Charkiw        | –     |                                                                                          | 1  |
| Nywa Winnyzja           | –     |                                                                                          | 1  |
| Krywbas Krywyj Rih      | –     |                                                                                          | 1  |
| Metalurh Saporischschja | –     |                                                                                          | 1  |
| Inhulez Petrowe         | –     |                                                                                          | 1  |
| Gesamt:                 | 32    |                                                                                          | 32 |